# Chloe - Tra seduzione e inganno
Chloe - Tra seduzione e inganno (Chloe) è un film del 2009 diretto da Atom Egoyan, interpretato da Julianne Moore, Liam Neeson e Amanda Seyfried.
È un remake del film francese Nathalie..., scritto e diretto nel 2003 da Anne Fontaine.

## Trama
Catherine Stewart è una ginecologa di Toronto che vive con il marito David, professore di musica, e il figlio Michael.
Una sera Catherine prepara una festa a sorpresa per il compleanno di David ma lui, lontano per lavoro, non si presenta per aver perso l'aereo se pur di pochi minuti. Catherine nota sul telefono del marito una foto che lo vede in compagnia con una sua studentessa; da questo momento la donna inizia a tormentarsi sospettando che il marito la tradisca. Così decide di assoldare Chloe Sweeney, una giovane e bellissima escort che lavora nello stesso quartiere, affinché lei provi a sedurre David tentandone la fedeltà.
Da quel momento Catherine e Chloe rimangono in contatto per pianificare gli incontri tra la ragazza e David. Dopo ogni incontro, le due donne si vedono per parlarne: Chloe confessa che David è rimasto attratto da lei e sono arrivati ad avere un rapporto sessuale. Dopo che Chloe racconta un incontro tra lei e David, Catherine rimane delusa dai comportamenti del marito, scoppiando a piangere. Cercando di consolarla, Chloe prende Catherine per mano e la bacia, e mentre ci riprova, Catherine se ne va, confusa.
Una sera Catherine si incontra con Chloe in un hotel e, inizia a sbottonarle il vestito, chiedendole "lui come fa", scoprendole il seno. Catherine poi si mette a piangere sul letto, Chloe inizia a baciarle il collo e a toglierle i vestiti. Nella scena successiva, vediamo Chloe e Catherine avere un rapporto sessuale. A notte fonda, Catherine torna a casa e si scontra con il marito che la accusa di avere un amante. Ne nasce una lite in cui interviene anche Michael che placa la situazione.
Il giorno dopo, Catherine, mentre lavora, trova nel suo computer una foto che Chloe ha scattato dopo aver fatto sesso con Catherine mentre quest'ultima dormiva. Poco dopo, le due si vedono nello studio di Catherine e Chloe dice di voler sviluppare una relazione con quest'ultima, ma lei non sembra interessata e Chloe rimane estremamente delusa perché era convinta che anche Catherine provasse qualcosa di più, dopodiché se ne va, ma la scena seguente lascia intendere che Chloe abbia in serbo qualcosa. 
Catherine invita Chloe e David in un caffè ma quando arriva Chloe, immediatamente si allontana mentre David non la riconosce. Infatti tra Chloe e David non c'è mai stato niente e Chloe, scoprendosi innamorata di Catherine, le ha mentito solo per avvicinarsi a lei. Con questo chiarimento, Catherine e David si baciano ritrovando l'armonia.
Catherine torna a casa e scopre che Chloe ha sedotto anche Michael con cui ha appena fatto sesso sul letto della sua camera. Catherine allontana Michael mentre Chloe dichiara il suo amore a Catherine e la minaccia con un fermaglio per capelli. Allora Catherine la bacia sotto gli occhi di Michael che nel frattempo le osserva da un altro lato della stanza, ma lei nel vedere il figlio si divincola spingendo Chloe che sfonda la finestra e rimane pericolosamente in bilico nel vuoto. La ragazza si lascia quindi cadere, morendo.
Alla festa di laurea di Michael, Catherine indossa il fermaglio per capelli di Chloe, che apparteneva alla madre della ragazza.

## Produzione
Il film è stato prodotto interamente in soli 37 giorni ed è stato girato in Canada, fra Toronto e Ontario. Per volere del regista, il film è stato girato quasi interamente con una pellicola 35 millimetri, ma alcune scene sono state comunque girate usufruendo del digitale. Si stima che per la sua produzione siano stati spesi fra i 12 e i 14 milioni di dollari.
In un primo momento, Amanda Seyfriend non avrebbe voluto accettare il ruolo perché si sentiva a disagio nel dover apparire nuda, ma ha successivamente cambiato idea dopo aver ascoltato il parere di un amico al riguardo. Julianne Moore si è espressa in maniera molto positiva sulla collega più giovane, definendola una delle persone con cui ha stabilito una delle migliori connessioni sul set nel corso della sua carriera. Allo stesso modo, Seyfriend si è espressa in maniera molto positiva sulla collega dopo le riprese.
Durante le riprese, la moglie dell'attore Liam Neeson ha avuto un brutto incidente mentre sciava, morendo il giorno dopo. L'assenza dell'attore da quel momento in avanti ha obbligato gli sceneggiatori a modificare parzialmente la trama del film, dovendosi dunque discostare dalla trama del film originale.

## Accoglienza

### Critica
Sull'aggregatore Rotten Tomatoes il film riceve il 51% delle recensioni professionali positive con un voto medio di 5.71 su 10 basato su 163 critiche, mentre su Metacritic ottiene un punteggio di 48 su 100 basato su 6 critiche.

### Pubblico
Il film ha incassato 13,6 milioni di dollari al botteghino.

## Riconoscimenti
- 2011 - Canadian Society of Cinematographers Awards
  - Nomination Miglior fotografia a Paul Sarossy
- 2011 - Chlotrudis Awards
  - Nomination Miglior fotografia a Paul Sarossy
- 2010 - Directors Guild of Canada
  - Miglior montaggio a Susan Shipton
  - Miglior sonoro
  - Nomination Miglior film
  - Nomination Miglior regia a Atom Egoyan
  - Nomination Miglior scenografia a Phillip Barker